# Associazione Calcio Renate 2023-2024
Questa voce raccoglie le informazioni riguardanti l'Associazione Calcio Renate nelle competizioni ufficiali della stagione 2023-2024.

## Stagione
Nella stagione 2023-2024 il Renate disputa il girone A del campionato di Serie C, ha raccolto 45 punti con il tredicesimo posto finale, due lunghezze sopra la zona Play-out. Un campionato anomalo caratterizzato da 7 vittorie esterne, ma anche da ben 11 sconfitte interne, con 4 vittorie e 4 pareggi. Tra le mura amiche il Renate ha raccolto quindi 16 punti, mentre in trasferta ha ottenuto 29 punti. Miglior marcatore nerazzurro Daniele Giovanni Sorrentino, che ha firmato 9 reti. Nella Coppa Italia di Serie C la squadra nerazzurra nel primo turno ha superato (0-2) l'AlbinoLeffe, mentre nel secondo turno ha ceduto nettamente (4-0) a Trieste. Il Renate in questa stagione è stato allenato da Massimo Pavanel, con una parentesi centrale, da dicembre a marzo, quando è stato guidato da Alberto Colombo.

## Calciomercato

### Sessione estiva(dall'1/7 all'1/9)
| Acquisti | Acquisti               | Acquisti    | Acquisti   |
| R.       | Nome                   | da          | Modalità   |
| -------- | ---------------------- | ----------- | ---------- |
| A        | Riccardo Bocalon       | Aglianese   | definitivo |
| C        | Andrea Procaccio       | Mantova     | prestito   |
| C        | Marco Andrea Tremolada | Como        | prestito   |
| C        | Michele Currarino      | Fiorenzuola | prestito   |
| D        | Gabriele Bracaglia     | Avellino    | prestito   |

| Cessioni | Cessioni           | Cessioni  | Cessioni      |
| R.       | Nome               | a         | Modalità      |
| -------- | ------------------ | --------- | ------------- |
| D        | Jacopo Silva       | Piacenza  | definitivo    |
| P        | Alessio Furlanetto | Lazio     | fine prestito |
| C        | Lorenzo Simonetti  | Aglianese | prestito      |
| C        | Diego Larotonda    | Sanremese | definitivo    |
| P        | Giacomo Drago      | Südtirol  | definitivo    |

### Sessione invernale (dal 1/1 al 31/1)
| Acquisti | Acquisti             | Acquisti  | Acquisti |
| R.       | Nome                 | da        | Modalità |
| -------- | -------------------- | --------- | -------- |
| D        | Alessandro Vimercati | Südtirol  | prestito |
| A        | Luca Paudice         | Pontedera | prestito |

| Cessioni | Cessioni          | Cessioni | Cessioni   |
| R.       | Nome              | a        | Modalità   |
| -------- | ----------------- | -------- | ---------- |
| A        | Francisco Sartore | Trapani  | definitivo |
| D        | Davide Mondonico  | Ancona   | prestito   |

## Rosa
Rosa tratta dal sito ufficiale del Renate
| N. |                                 | Ruolo | Calciatore                 |
| -- | ------------------------------- | ----- | -------------------------- |
| 1  | Italia (bandiera)               | P     | Francesco Ombra            |
| 4  | Italia (bandiera)               | D     | Marcello Possenti          |
| 5  | Italia (bandiera)               | C     | Matteo Gasperi             |
| 6  | Italia (bandiera)               | D     | Luca Munaretti             |
| 7  | Italia (bandiera)               | D     | Marco Anghileri (capitano) |
| 8  | Italia (bandiera)               | C     | Gianluca Esposito          |
| 9  | Bosnia ed Erzegovina (bandiera) | A     | Marko Maletić              |
| 10 | Italia (bandiera)               | A     | Andrea Procaccio           |
| 11 | Italia (bandiera)               | C     | Mattia Rolando             |
| 13 | Italia (bandiera)               | D     | Raffaele Alcibiade         |
| 14 | Italia (bandiera)               | C     | Luca Baldassin             |
| 17 | Italia (bandiera)               | D     | Cristiano Iacovo           |
| 19 | Italia (bandiera)               | D     | Davide Mondonico           |
| 20 | Italia (bandiera)               | D     | Leonardo Nicolini          |
| 21 | Italia (bandiera)               | C     | Marco Amadio               |

| N. |                    | Ruolo | Calciatore           |
| -- | ------------------ | ----- | -------------------- |
| 21 | Italia (bandiera)  | D     | Corrado Riviera      |
| 22 | Italia (bandiera)  | P     | Mattia Fallani       |
| 23 | Italia (bandiera)  | C     | Michele Currarino    |
| 24 | Italia (bandiera)  | A     | Riccardo Bocalon     |
| 27 | Italia (bandiera)  | A     | Luca Paudice         |
| 30 | Italia (bandiera)  | C     | Marco Tremolada      |
| 32 | Italia (bandiera)  | C     | Andrea Ghezzi        |
| 34 | Italia (bandiera)  | D     | Simone Auriletto     |
| 44 | Italia (bandiera)  | D     | Marco Bosisio        |
| 77 | Brasile (bandiera) | A     | Francisco Sartore    |
| 77 | Italia (bandiera)  | D     | Alessandro Vimercati |
| 79 | Italia (bandiera)  | D     | Gabriele Bracaglia   |
| 80 | Italia (bandiera)  | C     | Marco Garetto        |
| 95 | Italia (bandiera)  | A     | Daniele Sorrentino   |
| 99 | Italia (bandiera)  | A     | Andrea Bianchimano   |

## Risultati

### Serie C

#### Girone di andata
| Arbitro: | Manzo (Torre Annunziata) |

|  |           |                |
|  | Marcatori | 48’ Sorrentino |

| Arbitro: | Zoppi (Firenze) |

|                 |           |              |
| Baldassin 90+3’ | Marcatori | 61’ Candello |

| Crema 16 settembre 2023 3ª giornata | Pergolettese        | 0 – 0 | Renate | Stadio Giuseppe Voltini\| Arbitro: \| Drigo (Portogruaro) \| |
| Arbitro:                            | Drigo (Portogruaro) |       |        |                                                              |

| Arbitro: | Gemelli (Messina) |

|              |           |  |
| Mondonico 7’ | Marcatori |  |

| Arbitro: | Iacobellis (Pisa) |

|                   |           |  |
| Van Ransbeeck 39’ | Marcatori |  |

| Arbitro: | Gigliotti (Cosenza) |

|                          |           |                                            |
| E. Gerbi 18’ Cannavò 68’ | Marcatori | 30’ Currarino 52’ Garetto 85’ M. Tremolada |

| Arbitro: | Grasso (Ariano Irpino) |

|                 |           |           |
| Bianchimano 11’ | Marcatori | 88’ Redan |

| Arbitro: | Mirabella (Napoli) |

|                 |           |                            |
| Scarsella 90+4’ | Marcatori | 72’ Sorrentino 83’ Rolando |

| Arbitro: | Peletti (Crema) |

|                  |           |                  |
| M. Tremolada 28’ | Marcatori | 72’, 79’ Moretti |

| Padova 24 ottobre 2023 10ª giornata | Padova           | 0 – 0 | Renate | Stadio Euganeo\| Arbitro: \| Zanotti (Rimini) \| |
| Arbitro:                            | Zanotti (Rimini) |       |        |                                                  |

| Arbitro: | Di Loreto (Terni) |

|                            |           |                                |
| Sartore 38’ Sorrentino 40’ | Marcatori | 72’ L. D'Orazio 90+4’ Scappini |

| Arbitro: | Djurdjevic (Trieste) |

|                      |           |                |
| Bruschi 45+5’ (rig.) | Marcatori | 12’ Sorrentino |

| Arbitro: | Viapiana (Catanzaro) |

|  |           |                       |
|  | Marcatori | 10’ Nichetti 21’ Sepe |

| Arbitro: | Catanoso (Reggio Calabria) |

|            |           |               |
| Parigi 33’ | Marcatori | 89’ Baldassin |

| Arbitro: | Cappai (Cagliari) |

|                        |           |               |
| Procaccio 45+8’ (rig.) | Marcatori | 65’ Zarpellon |

| Arbitro: | Renzi (Pesaro) |

|                                                |           |               |
| Brignani 24’ Trimboli 59’ Mensah 70’ Fiori 89’ | Marcatori | 2’ Sorrentino |

| Arbitro: | Ardeng (Como) |

|  |           |                       |
|  | Marcatori | 11’ S. Longo 57’ Zoma |

| Arbitro: | Poli (Verona) |

|                               |           |               |
| Franzoni 40’ T. Fumagalli 58’ | Marcatori | 90+5’ Rolando |

| Arbitro: | Ramondino (Palermo) |

|                  |           |  |
| M. Tremolada 30’ | Marcatori |  |

#### Girone di ritorno
| Arbitro: | Restaldo (Ivrea) |

|                                              |           |            |
| Paudice 26’ Cremonesi 74’ (aut.) Bocalon 89’ | Marcatori | 44’ Anelli |

| Arbitro: | Gavini (Aprilia) |

|  |           |               |
|  | Marcatori | 46’ Baldassin |

| Arbitro: | Ursini (Pescara) |

|             |           |                                                |
| Paudice 35’ | Marcatori | 6’ Bariti 29’ Caia 51’, 63’ Guiu 90+1’ Artioli |

| Arbitro: | Catanzaro (Catanzaro) |

|                  |           |                            |
| Jimenez 24’, 53’ | Marcatori | 72’ Paudice 82’ Sorrentino |

| Arbitro: | Manzo (Torre Annunziata) |

|  |           |                   |
|  | Marcatori | 70’ Van Ransbeeck |

| Arbitro: | Bozzetto (Bergamo) |

|  |           |           |
|  | Marcatori | 72’ Spini |

| Arbitro: | Di Reda (Molfetta) |

|             |           |                                   |
| Anzolin 12’ | Marcatori | 16’, 90+5’ Sorrentino 86’ Paudice |

| Arbitro: | Colaninno (Nola) |

|  |           |                      |
|  | Marcatori | 1’ Rolfini 82’ Cuomo |

| Arbitro: | Ceriello (Chiari) |

|             |           |                       |
| Castelli 9’ | Marcatori | 19’, 50’, 90’ Bocalon |

| Arbitro: | Andreano (Prato) |

|  |           |             |
|  | Marcatori | 64’ Liguori |

| Arbitro: | Rispoli (Locri) |

|              |           |                |
| Ol. Urso 71’ | Marcatori | 90+2’ Possenti |

| Arbitro: | Gandino (Alessandria) |

|  |           |            |
|  | Marcatori | 62’ Florio |

| Arbitro: | Gianquinto (Parma) |

|  |           |             |
|  | Marcatori | 54’ Bocalon |

| Arbitro: | Di Cicco (Lanciano) |

|  |           |                              |
|  | Marcatori | 38’, 80’ Parigi 48’ Faggioli |

| Verona 30 marzo 2024 34ª giornata | Virtus Verona | 0 – 0 | Renate | Stadio Gavagnin-Nocini\| Arbitro: \| Gangi (Enna) \| |
| Arbitro:                          | Gangi (Enna)  |       |        |                                                      |

| Arbitro: | Pezzopane (L'Aquila) |

|                            |           |  |
| Bocalon 39’ Sorrentino 66’ | Marcatori |  |

| Zanica 13 aprile 2024 36ª giornata | AlbinoLeffe           | 0 – 0 | Renate | AlbinoLeffe Stadium\| Arbitro: \| Gasperotti (Rovereto) \| |
| Arbitro:                           | Gasperotti (Rovereto) |       |        |                                                            |

| Arbitro: | Ceriello (Chiari) |

|  |           |                         |
|  | Marcatori | 50’ (rig.), 72’ M. Fall |

| Arbitro: | Restaldo (Ivrea) |

|                      |           |  |
| Anastasia 81’ (rig.) | Marcatori |  |

### Coppa Italia Serie C
| Arbitro: | Totaro (Lecce) |

|  |           |                          |
|  | Marcatori | 41’ Amadio 82’ Procaccio |

| Arbitro: | Cerbasi (Arezzo) |

|                                   |           |  |
| Adorante 11’, 67’, 72’ Gunduz 41’ | Marcatori |  |